# Stoney Arm
De Stoney Arm is een zeearm in de Canadese provincie Newfoundland en Labrador. De 19 km lange zeearm bevindt zich aan de oostkust van het schiereiland Labrador.

## Geografie
De Stoney Arm bevindt zich aan een afgelegen deel van de Labradorse oostkust, op zo'n 20 km ten westen van het dorp Black Tickle. Het is een zijarm van de Rocky Bay, een zeegat dat de verbinding maakt tussen de Labradorzee en de zuidelijkere Porcupine Bay. De toegang tot de Stoney Arm vanuit de Rocky Harbour bevindt zich tussen Level Point en Eagle Island.
De zeearm gaat in westelijke richting 19 km ver het binnenland in en is gemiddeld een tweetal kilometer breed. In het noorden vormt hij de kust van het schiereiland Musgrave Land. In het zuiden wordt de zeearm begrensd door de noordelijke oevers van Eagle Island, Narrow Island en het naamloze eiland ten westen van Narrow Island. Het veel smallere watergedeelte dat aan de zuidzijde van die eilanden ligt wordt niet tot de Stoney Arm gerekend, maar staat daarentegen bekend als de Narrow Harbour en Narrow Arm.